# Egolzwilersee
Der Egolzwilersee ist ein kleiner See, der westlich der namensgebenden Gemeinde Egolzwil im Schweizer Kanton Luzern liegt.

## Beschreibung
Der Egolzwilersee liegt auf 496 m ü. M. und hat eine Fläche von rund 3,3 Hektaren. Der See hat keinen Abfluss und ist der verbliebene Überrest des einstigen grossen Wauwilersees, der im Jahr 1853 trockengelegt wurde und heute das Wauwilermoos bildet. Nach der Trockenlegung wurden im Wauwilermoos beim Torfabbau Überreste von steinzeitlichen Siedlungen entdeckt.

## Naturschutzgebiet
Der Egolzwilersee befindet sich heute im Privatbesitz und ist grossenteils von Schilf und Büschen umgeben. Der See steht wegen seiner seltenen Pflanzen im Uferbereich seit 1969 unter Naturschutz.